# 瓦萊塔皇家歌劇院

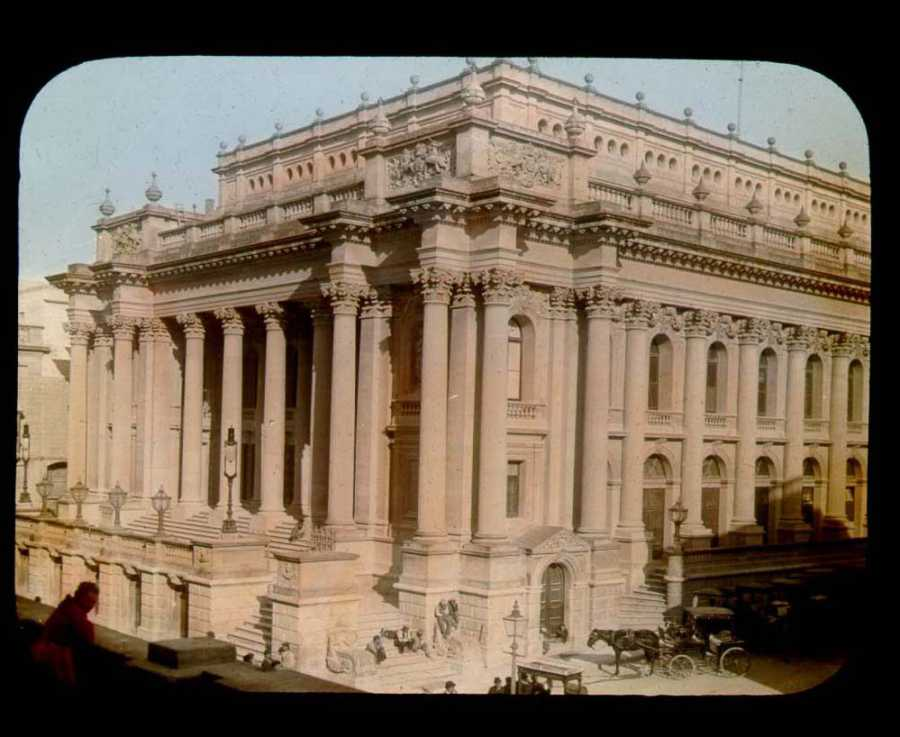
皇家歌劇院

皇家歌劇院是位於馬耳他首都瓦萊塔的一處歌劇院和表演場地，由英國建築家愛德華·米爾頓·巴里設計，建造於1866年。1873年，歌劇院遭遇大火，建築嚴重受損。在1877年，歌劇院得到重建。在二戰期間，歌劇院遭到轟炸。

## 外部連結
- A brief history of the Opera House
- The Renzo Piano Valletta City Gate Project Press Article Archive